# Victor Giraud (explorateur)
Pour les articles homonymes, voir Victor Giraud (homonymie) et Giraud.
Joseph Constant Victor Giraud, né le 15 mars 1858 à Morestel en Isère et mort le 22 août 1898 à Plombières-les-Bains, est un explorateur français ayant voyagé en Afrique équatoriale.

## L'exploration des lacs de l'Afrique équatoriale

### Préparation
Giraud forma son projet d'exploration du lac Bangouélo grâce à David Livingstone. Ce sont en effet les récits des voyages de Livingstone et sa mort dans les marais du lac Bangouéolo qui donnèrent envie à Giraud d'explorer les lacs de l'Afrique équatoriale. Il prévoyait d'arriver au terme de son expédition à la saison sèche après six mois de voyage. Il suivit la même route que Livingstone pour éviter les routes les plus fréquentées où les désertions de porteurs étaient plus fréquentes.
Selon Victor Giraud lui-même, ce sont les préparatifs de son voyage qui furent le plus difficile. Afin de se préparer au mieux pour son voyage, il se documente grâce aux ouvrages de ses prédécesseurs en Afrique comme Mungo Park ou David Livingstone.

### Le voyage

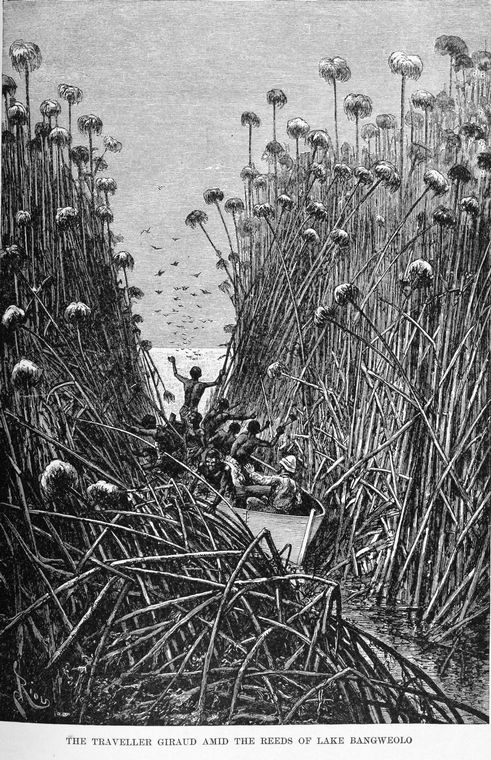
L'enseigne de vaisseau Victor Giraud au milieu des roseaux du lac Bangouélo (Élisée Reclus, 1892).

Lors de son expédition vers le lac Bangoueolo et avant de quitter Zanzibar, il a été reçu en grande pompe par le sultan de Zanzibar (sa Hautesse Saïd Bargach) grâce à qui il put préparer sa caravane plus facilement.
Il est présent lors du départ d'Ernest Cambier de Zanzibar le 4 décembre et commence à recruter ses porteurs ensuite. Le 15 décembre, le matériel et les hommes sont chargés sur le navire que les emmènent vers la cote (le Boursaint) à Dar es Salam. Sa caravane est composée de cent-vingt personnes.
Après avoir traversé le Tuussaghara, l'Uhébé, l'Ubéma, l'explorateur se dirigea vers le sud du Nyassa et de là, à travers le Chambézi, au grand lac Bangouélo. Lorsqu'il atteignit le lac, Giraud envoya sa caravane en avant vers le pays lumba du roi Gazembi. Après plusieurs jours de navigation avec une compagnie restreinte, il se trouve bloqué par les chutes de Louassoula. À ce moment, les rives étaient couvertes d'autochtones en armes qui le menaçaient. Il put résister pendant trois jours avant de se retrouver acculé aux chutes et fut fait prisonnier. Après trois mois de captivité, le français réussit à s'échapper et à gagner le village de Gazembi. Le chef, loin de lui apporter son soutien, le rançonna et prit tout ce qui lui restait. Victor Giraud partit alors vers la station de Karéma (créée par Ernest Cambier. Il passa trois mois à la station pour se remettre et faire quelques études scientifiques sur le lac. Il décida ensuite de remonter une expédition pour gagner le Congo mais ses propres hommes mirent à mal ses projets en lui extorquant son matériel et en l'assiégeant dans la station. Il fut donc obligé de prendre le chemin du retour vers Quillimane ou il arriva après deux ans de voyage très difficile.

### Résultats et suite de son voyage
Le livre racontant son exploration est publié en 1890 avec de nombreuses gravures (160 en tout)
Victor Giraud est le dernier européen de son époque à pénétrer le pays Chitimukulu Chitapankwa. En effet, c'est peu après son passage que le chef Chitapankwa meurt : Giraud est tenu pour responsable et les frontières du pays fermées.
Pendant le temps que Victor Giraud a passé à Karma, il a récolté un grand nombre d'échantillons de mollusques qui ont permis à son retour de mieux connaitre la faune locale.
C'est depuis l'Islande que Victor Giraud a attendu la publication de son livre Les Lacs de l'Afrique équatoriale : voyage d'exploration exécuté, de 1883 à 1885.
Il décède le 22 août 1898 à Plombières-les-Bains dans les Vosges, alors qu'il planifiait un nouveau voyage en Afrique.

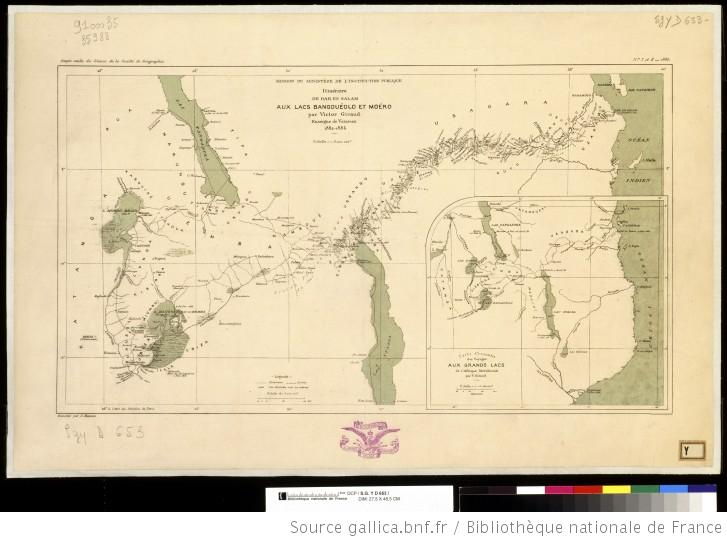
Itinéraire de Giraud lors de son voyage vers les lacs de l'Afrique équatoriale

## Décorations
À son retour de voyage, il reçoit le grade de Chevalier de la Légion d'honneur le 21 mars 1885. Le Ministre de l'instruction publique lui remet les palmes académiques .
Il reçoit également la médaille d'or de la Société de géographie (dans la catégorie « Voyages d'étude, missions et travaux de reconnaissance ») en 1885 pour ses Levés topographiques aux grands lacs de l'Afrique équatoriale,.
Enfin, il fut reçu comme membre d'honneur de la société malacologique de France.